# Pecora Escarpment
La Pecora Escarpment è un'irregolare scarpata montuosa antartica, lunga 13 km, situata 60 km a sudovest del Patuxent Range e che rappresenta il gruppo più meridionale di rocce esposte dei Monti Pensacola in Antartide. 
La scarpata è stata mappata dall'United States Geological Survey (USGS) sulla base di rilevazioni e foto aeree scattate dalla U.S. Navy nel periodo 1956-66.
La denominazione è stata assegnata da Dwight Schmidt, geologo che conduceva ricerche nei Monti Pensacola, in onore di William T. Pecora, ottavo direttore dell'United States Geological Survey (USGS) dal 1965 al 1971.

## Punti di interesse geografico
I punti di interesse geografico comprendono:
- Damschroder Rock
- Horton Ledge
- Lulow Rock
- Patuxent Ice Stream